# 美里麻衣
美里 麻衣（みさと まい、1988年10月16日 - ）は、日本のAV女優、ストリッパー。AVデビュー当時はエルプロモーションに所属していたが、伊東 あずさ（いとう あずさ）に改名し所属事務所もギルフィに移籍。

## 略歴
- 2007年10月27日に『18才 美里麻衣』でAVデビュー。
- 2010年8月21日に東洋ショー劇場でストリップデビュー。
- 2013年1月31日、東洋ショー劇場を最後に休業。
- 2015年4月11日、東洋ショー劇場にて復帰。
- 2017年7月31日、自身のツイッターで「伊東あずさ」への改名と「ギルフィ」への移籍を報告。

## 所属
- プロダクション：エルプロモーション
- 劇場：東洋ショー劇場

## 作品
ここでは、単体物、企画物をメーカー別発売順で紹介する。
オーロラ制作
- 2007年10月27日 18才 美里麻衣（2007年10月27日）
- 2008年11月7日  スクールガール・TEENAGE FUNCLUB・18才コレクション（2008年11月7日）

マックスエー制作
- ぶらっく New Comer 美里麻衣（2008年4月25日）
- 家出美少女 美里麻衣（2008年5月23日）
- 2009年12月4日  MAX-A Anniversary（2009年12月4日）

ソフトオンデマンド制作
- Natural〜まい(仮名)、23歳、OL〜（2009年12月5日）

GLAY'z制作
- いいなり。僕の教え子…仮名まい（2010年1月4日）
- Men’s コンビニエンス 4（2010年2月3日）
- バックスタイル スパンキング 4時間（2010年4月16日）
- いいなり。 The Best 2枚組8時間（2010年6月2日）
- ≪風俗DX 2枚組8時間≫ Men’sコンビニ Special（2010年9月1日）
- 厳選! かわいい女子校生 中出しコレクション VOL.2 （ブルーレイディスク）（2010年9月3日）
- JK48 〜かわいい女子校生48人〜 2枚組8時間（2010年10月22日）

V&Rプロダクツ制作
- 会社近くの可愛いコを通い詰めないでその場で口説き落とせるのか！？ 制限時間12時間 弾丸ドキュメント（2010年1月28日）

チーム川崎制作
- 目指せ川崎 素人千人斬り（2010年4月）

ゴーゴーズ制作
- 野菜でおなにい 五の巻（2010年4月2日）
- オトナノジカン 08(品番:GGZ-C-1381)マキシング制作（2010年7月12日）
- ダマし撮り!! 素人ちゃんねる 04（2010年12月16日）

プレステージ制作
- 首都圏援交 65（2009年7月1日）
- REC 72（2009年8月11日）
- やっぱコンパはラリパッパ Vol.03（2009年11月3日）
- GALLOP×女子校生 01（2010年9月22日）